# Phare de Rathlin (Ouest)
Le phare de Rathlin (Ouest) est un phare situé sur l'Île de Rathlin, dans le Canal du Nord, au large de la côte du comté d'Antrim (Irlande du Nord) et de l'Écosse. Il est géré par les Commissioners of Irish Lights (CIL).

## Histoire

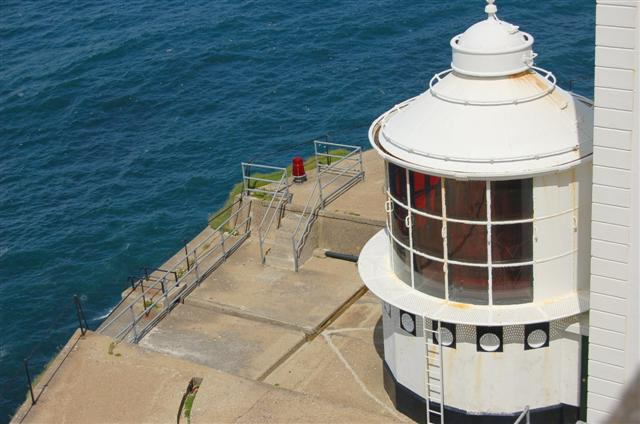
Lanterne du phare, en bas de l'édifice

Ce phare a été construit en 1917 dans une encoche de la falaise sur une plateforme. La station se compose d'un bâtiment rectangulaire de 2 étages de 18 m de haut attenant à un bâtiment annexe et d'une grande lanterne posée à la base de l'édifice. Toute la station est peinte en blanc. Le phare est automatisé mais il est entretenu par le préposé de Rathlin Est. Il émet un flash rouge toutes les 5 secondes visible jusqu'à 22 milles.
Cette construction est très spectaculaire et a pris trois ans.
La Royal Society for the Protection of Birds a une plate-forme d'observation d'oiseaux de mer sur la falaise près du phare. Le CIL a fait une restauration de la station pour pouvoir accueillir les visiteurs. Placé à l'extrémité occidentale de l'île, il est accessible par une route à voie unique qui sert aussi de sentier de randonnée. Pendant l'été, un service de navette est disponible à partir du quai d'embarquement. Le phare se visite de mars à septembre.